# Боровик Микола Олексійович
Мико́ла Олексі́йович Борови́к — сержант медичної служби Збройних сил України, учасник російсько-української війни.

## Життєпис
Родом з Поділля, в селі з дружиною Вікторією виховує сина Віктора.
Групі десантників було поставлено завдання просуватися прилеглими до Слов'янська дорогами, виявляти терористів і знищувати їх (50 вояків пересувалися на 5 БТРах). При виявленні значних сил ворога мали викликати вертольоти вогневої підтримки.
Поблизу села Крива Лука пішли на обстеження колишнього дитячого табору, де виявилася засідка. Перевага була на боці терористів, у ході бою вертоліт забрав поранених. Під вогнем терористів врятував життя сімох побратимів — на борту вертольота надавав медичну допомогу воякам і обстрілював бандугрупування. У бою також зазнав важкого поранення.

## Нагороди
31 жовтня 2014 року за особисту мужність і героїзм, виявлені у захисті державного суверенітету та територіальної цілісності України, вірність військовій присязі під час російсько-української війни, відзначений — нагороджений орденом «За мужність» III ступеня.